# Ussassai
Ussassai (sardisk: Ussàssa) er en by og en kommune (comune) i provinsen Nuoro i regionen Sardinien i Italien. Byen ligger i 710 meters højde og har 568 indbyggere (2016). Kommunen har et areal på 47,32 km² og grænser til kommunerne Gairo, Osini, Seui og Ulassai.